# Guangdong Guangtong Auto Works
Guangdong Guangtong Auto Works war ein Hersteller von Kraftfahrzeugen aus der Volksrepublik China.

## Unternehmensgeschichte
Das Unternehmen aus Shaoguan begann in den 1990er Jahren mit der Produktion von Lastkraftwagen und Omnibussen. Außerdem wurden Automobile von Daewoo, Honda und Kia sowie Toyota montiert. Der Markenname lautete Guangtong. Es ist nicht bekannt, wann die Produktion endete.

## Personenkraftwagen
Der GTQ 5010 X entsprach dem Kia Pride mit einem Schrägheck. Als GTQ 6440 wurden sowohl Nachbauten des Daewoo Racer als auch des Honda Accord bezeichnet.